# Гильберг, Эллен
Эллен Гильберг (дат. Ellen Gilberg; 1 августа 1914, станция Фреденсборг — 23 июня 2007) — датская пианистка.

## Биография
Дочь фреденсборгского органиста Торвальда Йенсена Гильберга (1886—1969). Училась музыке у своего отца, как пианистка с шести до десяти лет занималась под руководством Теклы Грибель-Вандалль, затем училась у пианистов Макса Рюттера и Георга Вашархея, дебютировала с концертом в 1933 году. В 1933—1939 гг. совершенствовала своё мастерство в Париже под руководством Изидора Филиппа. В годы Второй мировой войны выступала преимущественно в концертном зале копенгагенского парка Тиволи.
В послевоенные годы построила международную карьеру. В 1950 году дебютировала в Лондоне, затем совершила турне по США и Канаде, дважды играла в Карнеги-холле. В 1950-е гг. осуществила ряд записей, в том числе «Отражения» Мориса Равеля, «Отражения в воде» и «Эстампы» Клода Дебюсси, 11-й и 14-й фортепианные концерты Вольфганга Амадея Моцарта с венским оркестром Pro Musica под управлением Пауля Вальтера. В 1964—1974 гг. преподавала в Ютландской консерватории в Орхусе.

## Семья
Брат — Оге Гильберг (дат. Aage Gilberg; 1912—2002), медик, в 1938 году работавший врачом в посёлке Туле на севере Гренландии и опубликовавший об этом автобиографическую книгу «Самый северный врач в мире» (дат. Verdens nordligste læge; 1940). Далее в 1945—1982 гг. практиковал как врач в городе Мариагер.